# Stauffenberg-Orden

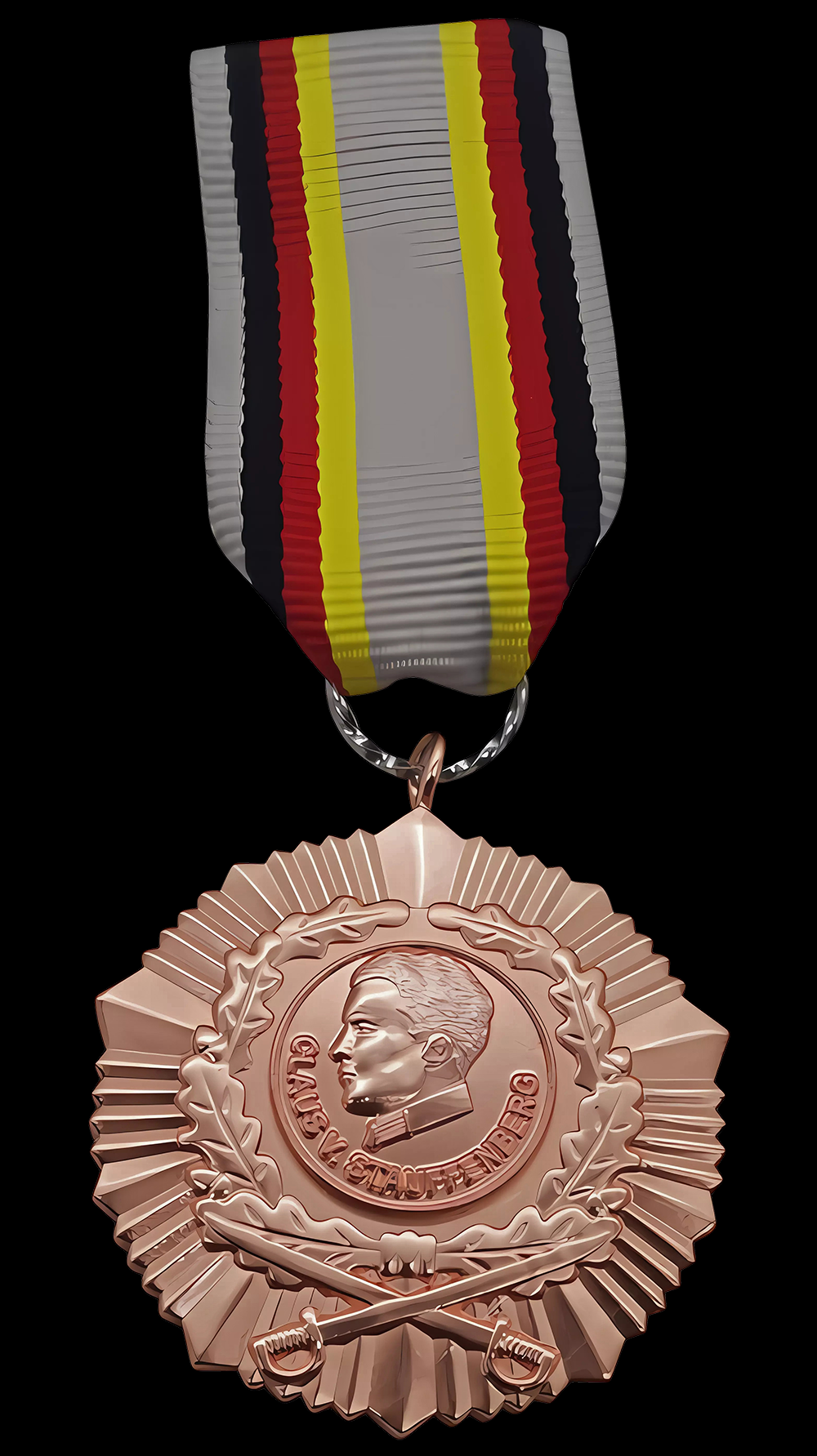
Geplanter Stauffenberg-Orden (Vorderseite)

Der Stauffenberg-Orden war eine geplante, aber nicht mehr realisierte staatliche Auszeichnung  der Deutschen Demokratischen Republik (DDR), welche in Form eines Verdienstordens verliehen werden sollte. Die Stiftung für das Ministerium für Abrüstung und Verteidigung sollte 1990 durch den Ministerrat der DDR erfolgen.
Hinsichtlich der Einordnung des Ordens und seiner möglichen Klassen zu einem staatlichen Ehrenzeichen gibt es bisher nur eine Bildpublikation, die sich mit diesem Orden beschäftigt. Selbst im Gesetzblatt der DDR des Jahrganges 1990 findet sich bis zum 9. August 1990, dem letzten Tag der Erscheinung der Nr. 49/1990 keine entsprechende Publikation mehr. Dennoch sind die entsprechende Planungen hinsichtlich dieses Ordens so weit gediehen, dass er selber schon in geringer Anzahl, möglicherweise nur zu Musterprägungszwecken, hergestellt worden ist. Die im Handel erhältlichen Einzelstücke werden derzeit mit mehr als 7500 Euro gehandelt (Ein Ritterkreuz des Eisernen Kreus kostet derzeit zwischen 15000 und 22000 Euro, je nach Hersteller). Durch den Beitritt der DDR zum Grundgesetz der Bundesrepublik Deutschland (vgl. Deutsche Wiedervereinigung) wurde das Projekt dieser Auszeichnung gegenstandslos. Es ist anzunehmen, dass der Orden aufgrund der rückseitigen Inschrift: NVA für die Angehörigen der Nationalen Volksarmee bestimmt war.

## Aussehen und Trageweise
Der Stauffenberg-Orden war benannt nach dem Widerstandskämpfer vom 20. Juli 1944, Claus Schenk Graf von Stauffenberg. Er entspricht in seinem Äußeren dem Militärischen Verdienstorden der DDR, trug jedoch anstelle des Staatswappens der DDR das Porträt Stauffenbergs.
Der bronzefarbene Orden ist strahlenförmig mit fünf Zacken und hat einen Durchmessern von 44 mm. (gemessen an der breitesten Stelle). Das Avers zeigt mittig den nach links blickenden Kopf Stauffenbergs mit der Halbkreisumschrift: CLAUS STAUFFENBERG, welches von zwei unten geflochtenen nach oben hin gebogenen offenen Eichenlaubblättern umschlossen wird. Darunter befinden sich mittig zwei gekreuzte Säbel. Das Revers des Ordens zeigt oben die dreizeilige Inschrift: FÜR / MILITÄRISCHE / VERDIENSTE und darunter am unteren Medaillenrand mittig die Inschrift NVA beidseitig flankiert von einem nach gebogenen Lorbeerzweig.
Getragen werden sollte die Medaille an einem hellgrauen Bande. In dieses Band sind links und rechts 3 mm vom Saum entfernt jeweils ein 8 mm breiter Schwarz-rot-goldene Mittelstreifen eingewebt. Die Interimsspange ist von gleicher Beschaffenheit und zeigt im Gegensatz zum Militärischen Verdienstorden der DDR keine aufgelegte Miniatur des Ordenszeichens um so eine bessere optischere Unterscheidung zu erzielen.